# Gaultheria racemulosa
Gaultheria racemulosa là một loài thực vật có hoa trong họ Thạch nam. Loài này được (DC.) D.J.Middleton mô tả khoa học đầu tiên năm 1990.